# 妙法寺劉金龍中學
妙法寺劉金龍中學（英語：Madam Lau Kam Lung Secondary School of MFBM），簡稱LKL或MLKLSS，是位於香港屯門區的一所資助佛教女子中學，更是全香港唯一一間佛教女校。校舍位於藍地妙法寺萬佛寶殿旁邊，鄰近豫豐花園及輕鐵藍地站。學校著重品格和學術兼備的全人教育，並強調女生應有「堅忍剛毅」的特質，以在動態和靜態活動均可發揮所長，屢獲殊榮。該校2024/25學年開始，增設 Facebook學校官方專頁及 Instagram學校官方專頁。

## 學習及活動特色
基於佛陀「慈悲濟世」的精神，學校育智育德，培養學生的全面發展，使女生們對生活持積極態度，並成為負責任且能夠為社會貢獻的成員。
2025年起推行跨學科創新學與教方針，加強推廣STEM課程和專題研習項目，鼓勵學生和教師共建知識，發掘未知。通過討論、項目合作和實踐，刺激學生創意思維和解難能力，培養團隊精神和歸屬感。學校設立媒體小組(Media Team)，讓學生有機會製作多媒體作品，團隊運用兩文三語﹑影像鋪排等軟硬件製作技巧，報道校園和社區活動，並於早會和社交媒體播映製成品。同時，學校透過德育活動、服務學習及佛化教育，通過關懷他人、服務社群和展現責任感，讓學生成為具備同理心和領導力的未來領袖。
2022至2025年推行兩大工作，提升學校水平：
1.支持不同能力的學生，幫助她們成為有策略的學習者，在終身學習的多項學術活動中表現優異
- 摘錄及整理筆記
- 課前預習
- 分組學習活動具角色分配元素，同時揉合同儕教學
- 課堂五分鐘驚喜
- 初中考測設自學題或挑戰題
- 定期學習反思

2. 培養積極的價值觀（堅持、勤奮、誠信和同理心）、領導能力和生涯規劃技能，以促進學生的全面發展
- 凝聚班內士氣
- 躍動星期五等活動，提高對學校的歸屬感
- 培訓學生領袖
- 全體學生製作橫跨6年的個人作品集(My Portfolio)

## 榮譽

### 重要獎項
於2024-25學年，據學校和外間非政府組織資料，該校學生在學術比賽和社會服務方面尤為突出。
2024年，妙法寺劉金龍中學有一名學生，成為新界區十大傑出學生，也是屯門區內唯一得獎者。截至2021年（第36屆），該校在香港傑出學生選舉共出產5名傑出學生，排名全港第17。2025年屯門區傑出學生選舉，該校有兩名學生獲頒傑出學生，三名高中學生獲頒優秀學生。
2024年該校首次參加「全港學界狀元爭霸戰」，學生們獲得最高級別的金獎，並且囊括中、英、數三科的狀元、榜眼及探花。校長及師生在賽後接受主辦機構的專訪，分享學習歷程的得著 HKITDC香港創科發展培育中心: 妙法寺劉金龍中學專訪 全港學界狀元學府巡禮2024。此外，同學們在粵港澳盃數學精英賽、華夏盃全國數學奧林匹克邀請賽和亞洲國際數學奧林匹克港澳盃獲獎。
同學積極參與科學比賽，包括在香港生物學素養比賽獲得一等獎、香港學界鑑證比賽被評為優秀隊伍，及於氫能車競賽大挑戰獲得三等獎。此外，學生在英語辯論、話劇、中文寫作，及多個美術比賽獲獎。
社會服務方面，該校這學年已經是第三度蟬聯愛心行動獎，一名中四學生獲得全港二十大愛心行動大使的獎項。此外，一名中六學生在第三屆香港學生服務領袖選舉獲頒香港十大傑出學生服務領袖的殊榮。6名屯門區少年警訊同學，在滅罪創意比賽「滅罪菁英」奪得亞軍獎項，她們以短劇推廣反恐和維護國安的訊息。
該校升旗隊獲屯門民政事務處邀請，成為唯一負責2024年屯門區國慶升旗禮的學校。2023年，該校升旗隊包攬全港旗手護旗比賽中學一等獎、最佳發令員及旗手等全部獎項。
體育範疇方面，該校有3名學生為港隊成員，其中一名學生獲頒屈臣氏集團香港學生運動員獎，她於全國少年空手道錦標賽、全港校際空手道大賽及全港空手道青少年大賽均有傑出表現，並在東風猛士科技第一屆亞洲空手道青少年公開賽暨訓練營取得女子14歲以下個人形冠軍。另一位同學在青苗排球培訓計劃比賽日(女子少年組)獲得突出球員表現獎。
獎學金方面，2024-25學年該校學生亦有獲得學界聲譽甚高的黃廷方獎學金、尤德爵士紀念基金獎學金和紹根長老慈善基金學生獎勵計劃獎學金。
至於國際獎項，劉金龍的學生分別於2023年和2024年派學生參與法國巴黎舉行的國際基因工程機器競賽(iGEM)，並兩度獲得金獎、全球頭十名的榮譽﹐團隊同時把複雜科學概念轉化成趣味遊戲，讓大眾得以理解操作DNA的過程。
2021年，梁穎珊同學在中學文憑試考獲5科5**佳績，獲香港大學醫學院和英國劍橋大學同時取錄。她於2025年修畢自然科學碩士課程。
各得獎詳情及其他獎項見於該校網頁和社交媒體。

### 傳媒專訪
妙法寺劉金龍中學於2025年接受不同香港傳媒訪問，讓大眾有機會了解學校各方面的發展。
3月，Green Challenge環保大使團6位學生接受香港電台第五台「綠TEEN工作」節目訪問
香港電台第五台節目: 綠TEEN工作(第28集)，與主持鄭律韻和劉傳謙分享學校各項環境保護的活動，包括每周天台有機耕作、植樹活動、太陽能風扇製作、剩食回收義工、參觀香港生物多樣性博物館等，打破學習止於課室的傳統觀念。兩位學生獲頒港燈綠得開心計劃最傑出「綠得開心大使」。
同月，網媒香港01刊出學校全新翻新圖書館的訪問香港01: VR沉浸式學習！妙法寺劉金龍中學全新圖書館變身多元學習寶藏，全館經過重新設計，設有多功能學習區，讓同學在智能電視前進行讀書會等活動，館內亦增設VR虛擬實境房間，各科可在課堂中融入沉浸式學習。黃校長受訪時指出，圖書館不只是藏書的地方，而且多功能學習空間，對學習和培養創造力都有助益。
8月，報章am730生活版專題訪問劉金龍的STEM課程am730: 香港學校｜妙法寺劉金龍中學 將STEM課程融入日常 勇奪國際大賽金獎，師生提到學校的STEM課程根植於日常生活，跨學科學習不止運用設備，而是從中學習共通能力，把學習所得回饋社區。透過不同學習活動，學生提升解難能力，有助她們兩度在iGEM國際比賽奪得金獎。此外，小老師計劃讓學生透過同儕協作學習，打破單向灌輸的傳統學習模式，增加學生成就感、知識掌握及溝通的能力。
2023年接受香港電視台HOY TV節目: 校園Open Day(第3集)訪問，在整集21分鐘的專題特輯中，校長黃美珠強調劉金龍的學生擁有「堅忍剛毅」的特質，她說每年公開試學生的中、英文主科及部分選修科的4等、5等及5星的成績都高於全港，而學生同時深知「心善則美」，品學兼優以品為先，透過學習提高個人修養。
該校2017年也曾接受另一間電視台ViuTV節目: 中學預備班(第11集) （页面存档备份，存于）專訪，提到該校有不同活動，例如打領帶比賽和美食節，促進學姊妹的交流和了解。
除此之外，教師及學生們曾於香港電台節目「奮發時刻 DSE」及「Teen Time」開咪分享學與教心得。

## 學校發展

### 歷史
珠寶商人、豐華音樂社社長劉金龍女士鑑於元朗十八鄉鄉民篤信佛教，而且欽佩妙法寺時任主持釋洗塵推廣佛教，於是於1971年捐出50萬港元協助妙法寺興建，繼妙法寺內明書院之後的另一所中學。校舍落成後為紀念劉金龍的貢獻，學校定名為「妙法寺劉金龍中學」，尚行預科制度時曾取錄男生入學，現為全女生中學。

### 設施
該校重視跨學科STEM學習，除了設有STEM及各科學實驗室，亦設有VR室，製作不同情境讓學生進行沉浸式體驗學習。此外，學校強調濃厚英語環境的重要，設英語教室(English Corner, G/F)，每天午飯時間讓學生內進選看英語書籍及電影，同時各班輪流進行英語音樂廣播分享，而學校也有英語辯論隊及話劇隊，並一直設有英國文學科。
學校禪修室(3/F)於2024年完成翻新，加強佛化教育，該校初中有佛學與社會科，高中也設倫理與宗教科，課後不時舉辦禪修等活動，而萬佛寶殿的地下則為學校禮堂。另外，天台設有綠色有機耕種空間。

### 班級結構
該校每級有4班，初中設兩班英文班及兩班中文班，譬如在數學科便按班別編排，提供兩種語言的教學課程，而英文科則再於每級分為五組上課，降低班上學習差異，以照顧不同學生的需要。另外，STEM和家政科均以半班人數的規模分組上課，靈活編排課堂活動。

## 校政管理
歷任校監
- 釋洗塵[17]
- 劉顯奇（原佛教黃允畋中學創校校長）

歷任校長
- 1973年－2001年：梁　剛
- 2001年－2009年：李國良
- 2009年－2016年：麥添明
- 2016年－2021年：王庭軒
- 2021年－：黃美珠

現任校長黃美珠為英文科教師出身，更是2014/2015學年行政長官卓越教學獎得主及課程發展議會-香港考試及評核局英國語文委員會委員。她認為英語教育，首要提高學生運用英語的信心，並要建立學習習慣。她不時分享教學心得，例如到香港大學教育學院向教育文憑課程學生分享。

## 著名/傑出校友
- 文佩卿：香港電影監製、編劇[21]
- 鄧淑明：香港資訊科技企業家，專欄作家，Esri 中國（香港）有限公司創辦人及主席、前葵青區議會委任議員[22]（預科）
- 徐聯安：優質教育基金督導委員會主席、香港浸會大學基金校友委員會委員、前教育局家庭與學校合作事宜委員會主席[22]
- 鄭思禎：星展銀行香港分行董事總經理[22]
- 陳 純：珠海學院工商管理學系系主任及助理教授[22]
- 江雪儀：香港教育大學健康與體育學系高級專任導師[22]
- 劉淑賢：前香港公開大學李兆基商業管理學院副教授[22]
- 劉善雅：香港中文大學醫學院助理院長及生命倫理學中心聯席總監[22]
- 周志偉：香港中文大學商學院創業實務教授工商管理碩士課程副主任[22]
- 陳麗君：香港中文大學教育學院「資優計劃」計劃總監[22]
- 李志成：北角協同中學校長[22]
- 潘永強：聖若瑟英文中學校長[22]
- 陳淑儀：油蔴地天主教小學（海泓道）校長[22]
- 陳綺華：青松侯寶垣小學校長[22]
- 陳婉婷：樂善堂梁銶琚學校校長[22]
- 朱瑞雯：香港駐紐約(美國)經濟貿易辦事處處長[22]
- 周雪梅：香港駐布魯塞爾(比利時)經貿辦副代表[22]
- 關翠明：西九文化區管理局傳訊及公共事務部總經理[22]
- 蘇嘉雯：香港建制派政治人物，香港事務律師
- 李文雅：香港女子手球隊隊長

## 外部連結
- 學校網頁（页面存档备份，存于）
- 學校Facebook官方專頁
- 學校Instagram官方專頁